# Bruciati da cocente passione
Bruciati da cocente passione è un film italiano del 1976 diretto da Giorgio Capitani.

## Trama
In un paesino della Lombardia tanto piccolo da non essere nemmeno segnato sulla carta geografica, e perennemente assediato dalla nebbia, vivono due famiglie: quella di Casimiro Banotti, timido ed imbranato impiegato delle Poste nonché sindacalista comunista, e di sua moglie Milena, donna delle pulizie emiliana, sanguigna e pratica, con le due figlie di circa sei anni; e quella di Virginia Vismara, romantica infermiera addetta alla camera mortuaria di un ospedale milanese, e di suo marito Michele, venditore ambulante rude e volgare, con due figli della stessa età delle piccole Banotti.
Incontrandosi ogni giorno sul treno dei pendolari che li porta a Milano, Casimiro e Virginia finiscono con l'innamorarsi, pur tra mille ripensamenti e rimorsi causati dal loro carattere introverso e sensibile. Al contrario, quando una domenica le due famiglie pranzano casualmente allo stesso tavolo dell'osteria del paese, tra Milena e Michele scoppia immediata una irrefrenabile passione, dovuta anche al fatto che i rapporti con i rispettivi coniugi, tutti presi dalla loro platonica tresca, sono andati sempre più peggiorando.
Tra alti e bassi, compreso il ricatto di un immigrato siciliano che tutto vede ed annota sul suo taccuino, le due storie parallele vanno avanti fin quando inevitabilmente ciascuno scopre il tradimento dell'altro. Da proletari moderni ed emancipati, i due mariti invece di affrontarsi a botte, decidono di avere un civile chiarimento in un capanno fuori dal paese. Ma sobillati dal siciliano, desideroso di vendicarsi, il quale fa credere loro che in realtà l'appuntamento sia una trappola per farli fuori, tanto Michele e Milena che Casimiro e Virginia preparano una carica esplosiva destinata ai rivali, l'una nel capanno, l'altra sul furgoncino del venditore ambulante. Per fortuna all'ultimo momento i quattro hanno un ripensamento, e le esplosioni fanno solo saltare in aria capanno e furgoncino, senza fare vittime.
In compenso a far vittime ci pensa una alluvione che sommerge la zona. Così il chiarimento tra le coppie avviene sul tetto di una casa, in attesa dei soccorsi, e la soluzione non può che essere la più ovvia: ciascuno dei coniugi andrà a vivere col proprio amante, dividendosi i figli. Le cose sembrano finire per il meglio, ma in primavera, quando i quattro si ritrovano per caso in una trattoria all'aperto, Casimiro guarda con rinnovata passione la moglie Milena, mentre Michele fa il piedino a Virginia.

## Luoghi di ripresa
Il film è stato girato per gli esterni a Stradella e a Milano.